# 長沙灣社區發展力量
長沙灣社區發展力量，是於2015年成立的香港本土派的社區組織，以長沙灣為主要服務地區，被外界視為傘後組織之一
，2021年9月22日宣佈解散。

## 公共參與

### 反網絡23條
2015年12月5日，包含長沙灣社區發展力量在內的12個傘後組織組成聯盟發表聯合聲明，要求將於2015年12月9日於立法會二讀的2014年版權（修訂）條例草案中，豁免條款須使用更為開放的「用戶衍生 UGC」或「公平使用 Fair Use」；民事豁免須加上「豁免凌駕合約條款」（Contract override）的條文；以及須清楚列明「不誠實使用電腦罪」不適用於版權法。除非草案修訂後符合以上的要求，否則泛民議員須投下反對票。

### 跟進西九龍中心美食廣場食客拍攝被捕事件
於8樓美食廣場，其中一間餐廳「空姐牛肉飯」，因其東主之政治立場，於香港逃犯條例爭議期間備受爭議。1月14日，有市民店外舉機拍攝，突被兩名便衣警拉到一旁，並質問他「做乜影我相」，又指法庭已經頒令不能對警察拍照，其他在場市民質疑當時二人未有表明身份，他人無從得知二人的警員身份。其後，該名市民於警署內遭到警員用拳頭打鼻及下體，更被警槍觸碰到身上的衣物，意圖羅織搶槍同襲警之罪名。長沙灣社區發展力量深水埗區議員李文浩聯同民協李炯跟進事件。
其後西九龍中心於1月15日發表聲明，指出在不影響他人下商場範圍內可拍照，又稱非常關注事件並已去函深水埗分區警署了解。
至2020年1月18日，長沙灣社區發展力量於社交媒體進一步公開被捕人在警署所面對的事件，指控警員於搜身時用拳頭打被捕人下體及腹部，又命令被捕人面向牆壁進行搜身，再用力推撞被捕人頭部，令到他的鼻撞到牆壁並且流血。另外，警員於搜身時拔出配槍，抹向被捕人身上的衣物，並聲言要誣告被捕人搶槍襲警。及後，被捕人於警署內遭到警方多次言語及行為上侮辱， 期間更被喝令「要笑」， 不能沒有反應， 更聲言會出手打他。

## 議員

### 區議員
解散前，長沙灣社區發展力量在區議會有1個議席，議員包括：
| 區議會   | 選區號碼 | 選區   | 議員   | 任期                       | 參考資料 |
| -------- | -------- | ------ | ------ | -------------------------- | -------- |
| 深水埗區 | F02      | 長沙灣 | 李文浩 | 2020年1月1日-2021年9月23日 | [ 8 ]    |

## 選舉

### 區議會選舉
| 選舉 | 民選得票 | 民選議席 | 委任議席 | 當然議席 | 議席    | +/- |
| 2015 | 1,307    | 0        | 不適用   | 0        | 0 / 458 | 0   |
| 2019 | 3,359 ▲  | 1        | 不適用   | 0        | 1 / 479 | 1 ▲ |